# 康坦·费尔科克
康坦·费尔科克（法語：Quentin Fercoq，1999年3月5日—），法国男子短道速滑运动员，2016年冬季青年奥林匹克运动会混合团体接力金牌得主、2022年世界短道速滑锦标赛男子500米银牌得主。